# 도쿠지정
도쿠지정(徳地町)은 야마구치현 중부에 있던 정이며 사바군에 속했다. 매우 넓은 지역으로 야마구치시 전역의 40% 가까이 차지하고 있었다.
2005년 10월 1일에 야마구치및 요시키군 3정 (오고리정, 아이오정, 아지스정)과 합병 (신설합병)해 새로운 야마구치시가 되어 소멸하였다.

## 지리
사바강 상류의 주고쿠 산지 산간부에 있다. 나메라 국유림을 비롯한 산림이 총 면적의 약 90%를 차지한다.

## 역사
- 1955년 4월 1일 - 이즈모촌, 시마지촌, 구시촌, 야사카촌, 유노촌이 합병해 성립하였다.
- 1955년 11월 1일 - 구시지구가 쓰노군 가노정에 편입되었다.
- 2005년 10월 1일 - 야마구치시, 요시키군 오고리정, 아이오정, 아지스정과 합병해 새로운 야마구치시가 성립하였다. 동일 도쿠지정은 폐지되었다.

## 교통

### 철도
1964년까지는 정내를 보세키 철도가 지나고 있었다. 현재는 철도는 다니지 않으며, 가장 가까운 역은 산요 본선 호후 역 또는 야마구치 선 미야노 역·니호즈 역이다.

### 도로
- 국도 제376호선 (일본)(일본어판)
- 국도 제489호선 (일본)(일본어판)